# Scorzoneroides helvetica
Il dente di leone dei graniti (nome scientifico Scorzoneroides helvetica (Mérat) Holub, 1977)  è una specie di pianta angiosperma dicotiledone della famiglia delle Asteraceae.

## Etimologia
Il nome generico (Scorzoneroides) è composto dall'unione di due voci: quella del nome del genere botanico Scorzonera L. e la parola greca eidos (= simile di aspetto); significa quindi simile alla Scorzonera. L'epiteto specifico (helvetica) fa riferimento alla zona geografica di ritrovamento tipica di questa specie.

Il binomio scientifico di questa pianta inizialmente era Leontodon helveticus proposto dal botanico e medico francese François Victor Mérat de Vaumartoise (1780-1851) nel 1831, modificato successivamente in quello attualmente accettato Scorzoneroides helvetica proposto dal botanico ceco Josef Ludwig Holub (1930-1999) nella pubblicazione "Folia Geobotanica & Phytotaxonomica. Prague. 12(3): 306" del 1977.

## Descrizione

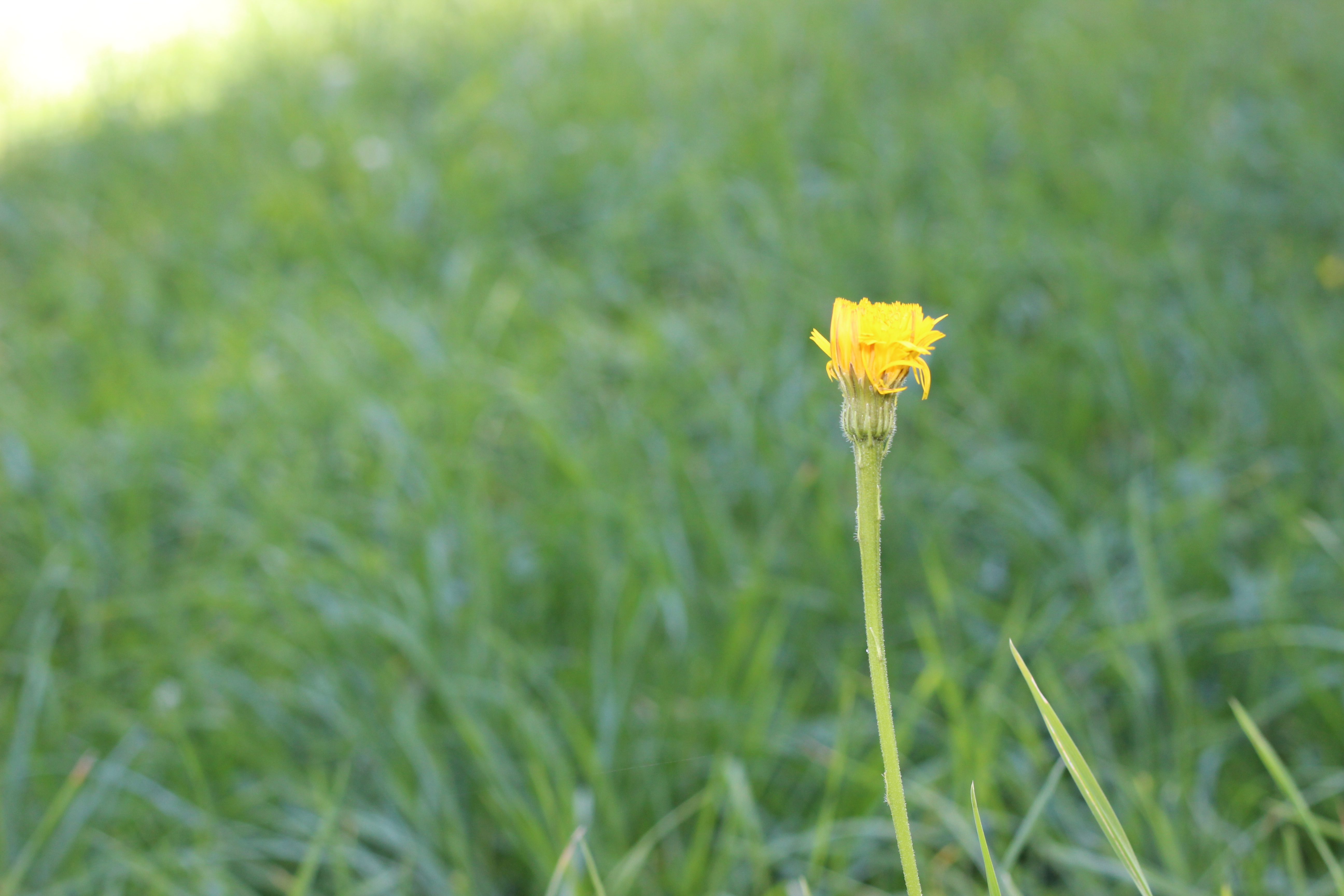
Il portamento

Habitus. La forma biologica è emicriptofita rosulata (H ros), ossia sono piante perenni, con gemme svernanti al livello del suolo e protette dalla lettiera o dalla neve e con le foglie disposte a formare una rosetta basale. Queste piante sono glabre o provviste di peli ondulati semplici.
Radici. Le radici sono sottili e secondarie da rizoma.
Fusto. 
- Parte ipogea: la parte sotterranea è un rizoma obliquo troncato.
- Parte epigea: la parte aerea del fusto è eretta; nella parte superiore sono presenti parecchie squame. Gli scapi sono monocefali e isolati (generalmente uno per rosetta basale). L'altezza di queste piante varia da 5 a 30 cm.

Foglie. Le foglie sono disposte in una rosetta basale; sono ascendenti e sono picciolate (il picciolo è sottile e arrossato); il contorno della lamina è del tipo lanceolato-spatolato, i bordi sono sinuato-dentati, ma a volte sono interi. Dimensione delle foglie: larghezza 1 – 2 cm; lunghezza 5 – 20 cm.
Infiorescenza. Le infiorescenze sono composte da capolini eretti anche prima dell'antesi. I capolini sono formati da un involucro a forma più o meno cilindrica e composto da brattee (o squame) disposte su parecchie serie (normalmente 2) all'interno delle quali un ricettacolo fa da base ai fiori tutti ligulati. Le squame si dividono in esterne e in interne, quelle esterne hanno delle forme da lanceolate a strettamente triangolari, quelle interne sono da lineari a strettamente lanceolate. Il ricettacolo è nudo (ossia privo di pagliette a protezione della base dei fiori). Diametro del capolino: 1 - 3,5 cm. Dimensioni dell'involucro: larghezza 5 mm; lunghezza 10 mm.
Fiore. I fiori sono tutti del tipo ligulato (il tipo tubuloso, i fiori del disco, presente nella maggioranza delle Asteraceae, qui è assente), sono tetra-ciclici (ossia sono presenti 4 verticilli: calice – corolla – androceo – gineceo) e pentameri (ogni verticillo ha 5 elementi). I fiori sono ermafroditi e zigomorfi.
- Formula fiorale:

*/x K {\displaystyle \infty }, [C (5), A (5)], G 2 (infero), achenio
- Calice: i sepali del calice sono ridotti ad una coroncina di squame.
- Corolla: le corolle sono formate da un tubo e da una ligula terminante con 5 denti; sono colorate di un giallo luminoso e prive di striature più scure. Lunghezza della corolla: 10 – 15 mm.
- Androceo: gli stami sono 5 con filamenti liberi, mentre le antere sono saldate in un manicotto (o tubo) circondante lo stilo.[15] La base delle antere è acuta.  Il polline è tricolporato.[16]
- Gineceo: lo stilo filiforme è giallo (anche dopo la disseccazione) e peloso sul lato inferiore; gli stigmi dello stilo sono due divergenti.  La superficie stigmatica è posizionata internamente (vicino alla base).[17] L'ovario è infero uniloculare formato da 2 carpelli.
- Antesi: da luglio a agosto

'Frutti. I frutti sono degli acheni con pappo piumoso per la presenza di peli secondari persistenti fino alla maturità dell'achenio. Il pappo, formato da due serie di setole (quelle esterne sono più piccole), è bianco ma alla fine è giallo paglierino e incurvato verso l'esterno. Dimensione degli acheni: 8 – 10 mm.

## Biologia
- Impollinazione: l'impollinazione avviene tramite insetti (impollinazione entomogama tramite farfalle diurne e notturne).
- Riproduzione: la fecondazione avviene fondamentalmente tramite l'impollinazione dei fiori (vedi sopra).
- Dispersione: i semi (gli acheni) cadendo a terra sono successivamente dispersi soprattutto da insetti tipo formiche (disseminazione mirmecoria). In questo tipo di piante avviene anche un altro tipo di dispersione: zoocoria. Infatti gli uncini delle brattee dell'involucro si agganciano ai peli degli animali di passaggio disperdendo così anche su lunghe distanze i semi della pianta.

## Distribuzione e habitat

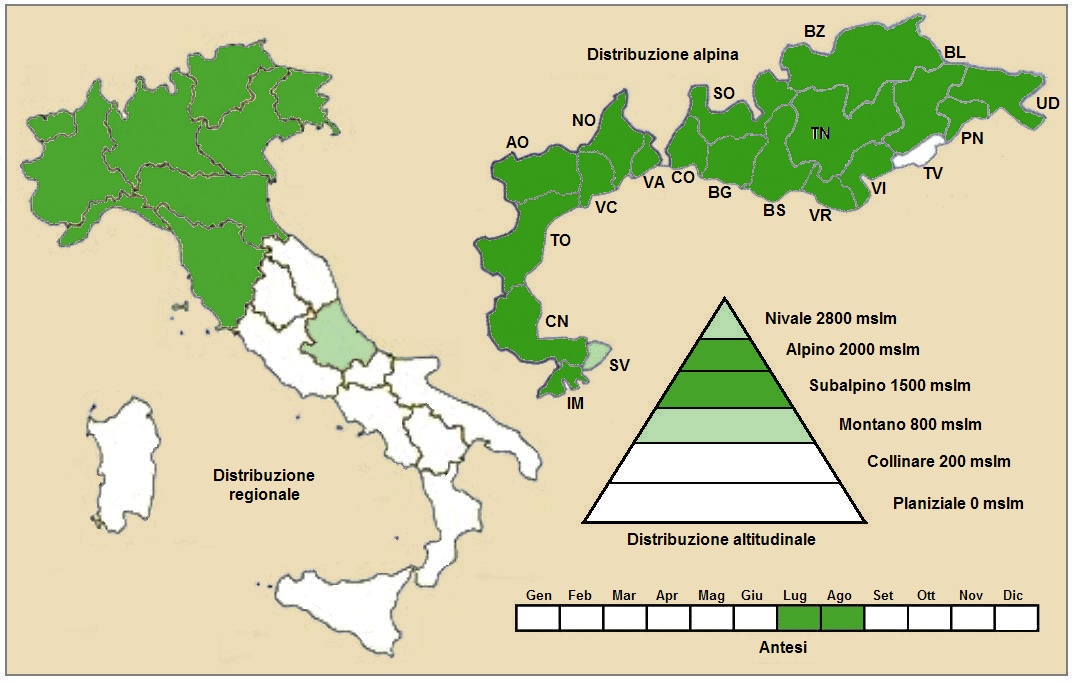
Distribuzione della pianta
(Distribuzione regionale – Distribuzione alpina)

- Geoelemento: il tipo corologico (area di origine) è Orofita - Sud Ovest Europeo.
- Distribuzione: in Italia queste piante si trovano solamente al nord; è comune nelle Alpi e rara negli Appennini. Oltre confine (sempre nelle Alpi) è presente ovunque; sugli altri rilievi europei si trova nella Foresta Nera, Vosgi e nel Massiccio Centrale.[19]
- Habitat: l'habitat tipico sono i pascoli alpini e subalpini, le brughiere; ma anche le lande e i popolamenti a lavanda. Il substrato preferito è calcareo/siliceo ma anche siliceo con pH acido, bassi valori nutrizionali del terreno che deve essere mediamente umido.[19]
- Distribuzione altitudinale: sui rilievi queste piante si possono trovare dai 1.800 ai 2.600 m s.l.m. (raramente scende sotto i 1100 m s.l.m. o si trova sopra i 3250 m s.l.m.); frequentano quindi i seguenti piani vegetazionali: subalpino e alpino e in parte quello nivale e quello montano.

### Fitosociologia

#### Areale alpino
Dal punto di vista fitosociologico alpino Scorzoneroides helvetica appartiene alla seguente comunità vegetale:
Formazione: comunità delle praterie rase dei piani subalpino e alpino con dominanza di emicriptofite
Classe: Juncetea trifidi

#### Areale italiano
Per l'areale completo italiano Scorzoneroides helvetica appartiene alla seguente comunità vegetale:
Macrotipologia:  vegetazione sopraforestale criofila e dei suoli crioturbati
Classe: Caricetea curvulae Rivas-Martínez, Diaz, Ferná ndez- González, Izco, Loidi, Lousa & Penas, 2002
Ordine: Caricetalia curvulae Br.-Bl. in Br.-Bl. & Jenny, 1926
Alleanza: Caricion curvulae Br.-Bl. in Br.-Bl. & Jenny, 1926
Descrizione: l'alleanza Caricion curvulae è relativa alle praterie acidofile con esposizioni meridionali e con significativa presenza di detriti distribuite dalle Alpi e Appennino settentrionale sino ai Carpazi. Queste comunità non evolvono a causa delle restrittive condizioni climatiche che si presentano sulle creste delle alte montagne al di sopra del limite della vegetazione arborea. Il livello di conservazione di queste comunità è complessivamente buono visti i particolari ambienti in cui si sviluppano, difficilmente colonizzabili da altre formazioni.
Specie presenti nell'associazione:  Carex curvula, Juncus trifidus, Oreochloa disticha, Hieracium alpinum, Hieracium glanduliferum, Festuca halleri, Festuca robustifolia, Scorzoneroides helveticus, Primula daonensis, Primula hirsuta, Saponaria pumila, Loiseleuria procumbens, Trifolium alpinum, Carex brunnescens, Festuca pseudodura, Festuca ovina, Minuartia recurva, Oreochloa disticha, Pedicularis kerneri, Phyteuma globulariifolium, Senecio incanus.
Altre comunità vegetali per questa specie:
- Nardion strictae
- Poion alpinae

## Tassonomia
La famiglia di appartenenza di questa voce (Asteraceae o Compositae, nomen conservandum) probabilmente originaria del Sud America, è la più numerosa del mondo vegetale, comprende oltre 23.000 specie distribuite su 1.535 generi, oppure 22.750 specie e 1.530 generi secondo altre fonti (una delle checklist più aggiornata elenca fino a 1.679 generi). La famiglia attualmente (2021) è divisa in 16 sottofamiglie.
Il genere Scorzoneroides comprendente 22 specie, 5 delle quali sono presenti nella flora spontanea italiana.
Il basionimo per questa specie è: Leontodon helveticus Mérat, 1831.

### Filogenesi
Il genere di questa voce appartiene alla sottotribù Hypochaeridinae della tribù Cichorieae (unica tribù della sottofamiglia Cichorioideae). In base ai dati filogenetici la sottofamiglia Cichorioideae è il terz'ultimo gruppo che si è separato dal nucleo delle Asteraceae (gli ultimi due sono Corymbioideae e Asteroideae). La sottotribù Hypochaeridinae fa parte del "quarto" clade della tribù; in questo clade è posizionata nel "core" del gruppo , vicina alle sottotribù Crepidinae e Chondrillinae.
Il nucleo della sottotribù Hypochaeridinae è l'alleanza Hypochaeris-Leontodon/Picris e formano (insieme ad altri generi minori) un "gruppo fratello". Rispetto a precedenti raggruppamenti delle Hypochaeridinae, diversi generi sono stati esclusi dalla circoscrizione rivista sulla base di recenti analisi filogenetiche molecolari. Il gruppo attualmente si presenta monofiletico (a parte l'enigmatica Prenanthes purpurea attualmente descritta nelle Lactucinae). Il genere di questa voce (Scorzoneroides), nell'ambito della sottotribù occupa una posizione intermedia ed è fratello" del "core" della sottotribù formato dai generi Leontodon, Picris e Helminthotheca.
Dalle analisi risulta che il genere Scorzoneroides è suddiviso in due subcladi. Il "subclade 1" comprende specie perenni e annuali distribuite dall'Europa alla Siberia occidentale; il subclade 2 comprende esclusivamente specie perenni, tipicamente monocefale (gli steli fioriti non sono ramificati) con habitat situati principalmente nelle montagne temperate europee. La specie di questa voce appartiene al secondo gruppo. In particolare è inscritta nel gruppo definito "Scorzoneroides pyrenaica aggr." (alcuni Autori dubitato che sia specificamente distinto da S. pyrenaica).
I caratteri distintivi per la specie di questa voce sono:
- le foglie sono distintamente picciolate;
- gli scapi sono appena ingrossati sotto il capolino, sono più lunghi delle foglie e sono circondati da diverse brattee;
- diametro del capolino: 20 - 25 mm;
- l'involucro è ricoperto da peli brevi e neri;
- il colore del pappo è bianco-grigiastro;

Il numero cromosomico di S. autumnalis è: 2n = 12.

### Sinonimi
Questa entità ha avuto nel tempo diverse nomenclature. L'elenco seguente indica alcuni tra i sinonimi più frequenti:
- Leontodon helveticus Mérat
- Leontodon pyrenaicus subsp. helveticus  (Mérat) Finch & P.D.Sell
- Scorzoneroides pyrenaica subsp. helvetica  (Mérat) Izuzq.
- Scorzoneroides pyrenaica var. helvetica  (Mérat) B.Bock

### Specie simili
Nell'ambito dello stesso genere la specie Scorzoneroides helvetica si distingue soprattutto per la presenza di alcune squame (piccole foglioline o brattee) nella parte alta del caule e per il pappo non completamente bianco. Le specie simili come la Scorzoneroides montana ha un pappo bianco-niveo e la specie Scorzoneroides autumnalis ha le setole (sempre del pappo) disposte su una sola serie.

## Altre notizie
Il dente di leone elvetico in altre lingue è chiamato nei seguenti modi:
- (DE)  Schweizer-Milchkraut, Schweizer-Löwenzahn
- (FR)  Liondent de Suisse